# Media Molecule
Media Molecule es una desarrolladora de videojuegos responsable de los juegos LittleBigPlanet, LittleBigPlanet 2, Tearaway, Tearaway Unfolded y Dreams.

## Historia
Media Molecule es una desarrolladora de videojuegos británico con sede en Guildford, Surrey. El estudio fue fundado en enero de 2006 por los exempleados de Lionhead Studios Mark Healey, Alex Evans, Dave Smith, Ettouney Kareem y Siobhan Reddy quien fuera exempleada de Criterion Games. Antes de iniciar la empresa, los fundadores trabajaron juntos en el juego Rag Doll Kung Fu al mismo tiempo que estaban en Lionhead. 
El primer juego del estudio es el título de LittleBigPlanet para PlayStation 3, que fue anunciado y mostrado en la Game Developers Conference 2007. El plan siempre fue para producir un juego de las listas de éxitos, pero para mantener el tamaño de la empresa lo más pequeño posible para mantener un estricto control sobre los costos. Evans, en particular, se quería evitar lo que él llamaba el "ciclo de la deuda". Fue principalmente esta preocupación lo que llevó a los fundadores a considerar el contenido generado por el usuario. Y LittleBigPlanet incluyó un conjunto de herramientas de creación de nivel y la capacidad de publicar ese contenido en Internet. "Cada vez que juego hay más niveles para jugar", exclamo Evans en una entrevista. Media Molecule ganó el premio a estudio del año en el Spike Video Awards 2008. LittleBigPlanet obtuvo un 95 en Metacritic. El juego también ganó el premio de juego del año lo que conlleva a una "Edición Juego del Año 'un año después. 
Media Molecule también trabajó con SCE Studio Cambridge en el desarrollo de LittleBigPlanet para PSP que fue lanzado en 2009, así como para la versión de PSVITA lanzada en 2012. La secuela de LittleBigPlanet, LittleBigPlanet 2, fue lanzado en enero de 2011, para la consola PlayStation 3. Para los fanes, ese es el mejor juego de toda la saga por su popularidad, su facilidad de creación de niveles y su variedad de contenido.
El 2 de marzo de 2010, Sony Computer Entertainment (SCE) anunció que había adquirido Media Molecule.
Desde entonces, Media Molecule,el 20 de noviembre de 2013, lanzó Tearaway, una aventura hecha de papel y cartón, disponible para PlayStation Vita, acompañado con Tearaway Unfolded, lanzado el 8 de septiembre de 2015 para PlayStation 4.
Su Último Videojuego Dreams, fue lanzado el 14 de febrero de 2020 para PlayStation 4

## Juegos desarrollados
- 2008 : Little Big Planet
- 2009 : Little Big Planet PSP
- 2011 : Little Big Planet 2
- 2013 : Tearaway
- 2015 : Tearaway Unfolded
- 2019 : Dreams